# Alexander Cohen

Alexander Cohen, omstreeks 1900

Jozef Alexander Cohen (Leeuwarden, 27 september 1864 – Toulon, 1 november 1961) was een Nederlands socialist, anarchist, schrijver en journalist.

## Biografie
Cohen werd geboren als zoon van de winkelier Aron Heiman Cohen en Sara Jacobs. Hij werd herhaaldelijk van school verwijderd, maakte de Rijks-HBS van Leeuwarden niet af en kwam via een verblijf bij zijn grootouders in Pruisen terecht. Vervolgens nam hij dienst in het Koninklijk Nederlandsch-Indisch Leger waar hij wegens vergrijpen tegen de discipline drie van de vijf jaar in het cachot doorbracht waarna hij per 22 maart 1887 werd ontslagen. In dat jaar vestigde hij zich te Den Haag waar hij als corrector werkte bij Recht voor Allen, de krant van Ferdinand Domela Nieuwenhuis. Tijdens een intocht van Willem III in Den Haag op 16 september 1887 schreeuwde Cohen: "Leve Domela Nieuwenhuis! Leve 't socialisme! Weg met Gorilla!". Hij werd hierop veroordeeld tot zes maanden gevangenisstraf wegens majesteitsschennis, en vluchtte naar Gent, waarna hij onder druk van de Nederlandse regering door België werd uitgewezen. Cohen vluchtte naar Parijs. Hij schreef hier artikelen voor Recht voor Allen en leerde er zijn latere echtgenote Kaya Batut kennen.
Op 25 december 1893 werd Cohen Frankrijk uitgewezen. Daarop vestigde hij zich te Londen. In 1896 keerde hij illegaal terug naar Nederland, waar hij op 12 september werd gearresteerd en alsnog zijn gevangenisstraf uitzat omdat hij weigerde gratie te vragen. In 1897 vestigde hij zich weer in Den Haag. In 1899 vertrok hij opnieuw naar Parijs, waar hij in 1900 een verblijfsvergunning kreeg.
In 1904 deed hij in opdracht van de Franse regering onderzoek naar het onderwijs in Frans-Indochina en Nederlands-Indië. In 1905 keerde hij terug naar Parijs. Via Kees van Dongen werd hij correspondent van De Telegraaf. Cohen werd op 11 november 1907 tot Frans staatsburger genaturaliseerd en vestigde zich in 1917 in het gehucht Courcelles (gemeente Trélou-sur-Marne), maar in maart 1918 werd zijn boerderijtje tijdens het Ludendorff-offensief door Duitse troepen verwoest. Hierna verhuisde hij naar Marly-le-Roi. In 1932 vestigde hij zich in Toulon. In deze tijd werd Cohens politieke voorkeur naar eigen zeggen steeds rechtser, en schreef hij bijvoorbeeld het boek van anarchist tot monarchist. Zijn vrouw overleed in 1959 in Toulon. Cohen overleed er twee jaar later, op 97-jarige leeftijd.